# ワシントン・シャーリー (第8代フェラーズ伯爵)
第8代フェラーズ伯爵ワシントン・シャーリー（英語: Washington Shirley, 8th Earl Ferrers、1760年11月13日 – 1842年10月2日）は、グレートブリテン貴族。

## 生涯
第6代フェラーズ伯爵ロバート・シャーリーと妻キャサリン（Catherine、旧姓コットン（Cotton）、1786年3月26日没、ローランド・コットンの娘）の三男として、1760年11月13日に生まれ、14日にダービーのセント・アルクムンド教会で洗礼を受けた。ウェストミンスター・スクールで教育を受けた。
1780年5月19日、国王の酌取り（Cupbearer）に任命されたが、この官職は1782年11月14日に廃止された。
1827年5月2日に兄ロバートが死去すると、フェラーズ伯爵位を継承した。
ホイッグ党に属し、第1回選挙法改正の第2次法案（1831年10月）に代理投票で賛成票を投じた。
1832年7月13日、レスターシャーの副統監に任命された。
1834年より体に麻痺をきたし、1842年10月2日にチャートリー城で死去、11日にストーントンで埋葬された。息子ロバート・ウィリアムに先立たれたため、孫ワシントン・セウォリスが爵位を継承した。

## 家族
1781年9月1日、フランシス・ウォード（Frances Ward、1812年3月4日没、ウィリアム・ウォードの娘）と結婚、1男2女をもうけた。
- フランシス（1782年3月23日 – 1834年2月5日） - 生涯未婚[5]
- ロバート・ウィリアム（1783年8月24日 – 1830年2月2日） - 1821年12月12日、アン・ウェストン（Anne Weston、1799年ごろ – 1839年10月7日、リチャード・ウェストンの娘）と結婚、子供あり。第9代フェラーズ伯爵ワシントン・セウォリス・シャーリーの父[1]
- ジュリア・アン（1785年2月6日 – 1825年11月23日） - 生涯未婚[5]

1829年9月28日、サラ・デイヴィー（Sarah Davy、1835年6月30日没、ウィリアム・デイヴィーの娘）と再婚したが、2人の間に子供はいなかった。